# Глазунов, Иван Ильич (1826)
Иван Ильич Глазунов (1826—1890) — тайный советник, издатель и книготорговец; Санкт-Петербургский городской голова. Брат Константина (1828—1914) и Александра (1829—1896). Дядя известного композитора.

## Биография
Родился 7 (19) января 1826 года. Старший сын книгоиздателя Ильи Ивановича Глазунова, внук Ивана Петровича Глазунова. Получил образование в частном пансионе и во Второй Санкт-петербургской гимназии (до шестого класса).
Уже с 1841 года он занимался в книжном деле отца, после же его смерти в 1849 году продолжал дело под фирмой отца сначала с двумя младшими братьями, а с 1854 году с одним средним. Первое время, до 1856 года было очень неблагоприятно для книжной торговли и книгопечатания, но по окончании Крымской кампании и в особенности в 1860-х годах наступило оживление.
С 1849 по 1882 год фирма Глазуновых под управлением Ивана Ильича выпустила 205 изданий, из которых более половины приходится на долю учебников; в это время, в частности, изданы: «История русской словесности» А. Д. Галахова, 6-й, 7-й, 10-й и 11-й тома «Истории России» С. М. Соловьева, труды таких ученых и педагогов, как Востоков, Бычков, Водовозов, Кайданов, Кюнер, Симашко, Ушинский, Филонов.
В 1860-х годах было издано собрание сочинений русских писателей XVIII и начала XIX века под редакцией П. А. Ефремова и вышли в свет сочинения Кантемира, Фонвизина, В. И. Майкова, Лукина и Ельчанинова. Фирма приобрела также право издания сочинений Лермонтова, Жуковского, Тургенева, Гончарова и Островского и издала их.
С 1865 года издательский дом Головиных выпустил в свет несколько обстоятельных каталогов своей книжной торговли, составленных П. А. Ефремовым и В. И. Межовым. В 1882 году исполнилось столетие существования фирмы, и по этому случаю был издан «Краткий обзор книжной торговли и издательской деятельности Глазуновых за сто лет 1782—1882. СПб. 1883» (переиздано в 1903 году), не поступивший в продажу. Фирма состояла комиссионером Петербургской академии наук, Священного Синода Русской православной церкви, Департамента Министерства народного просвещения и Министерства государственных имуществ Российской империи.
Кроме торгового дела И. И. Глазунов занимался и общественной деятельностью. В 1853—1854 гг. он состоял членом Санкт-Петербургского городского депутатского собрания, в 1857—1861 гг. — членом Петербургской городской распорядительной думы; после преобразования городского самоуправления был избран в гласные, состоял членом городских комиссий: училищной, санитарной, по постройке моста Александра II и больничных бараков, по воинской повинности, был представителем думы при передаче больниц и богаделен в ведение городского самоуправления и гласным от городской думы в земском собрании (1875 год), во время эпидемии холеры заведовал инфекционной больницей. В то же время он был депутатом от купечества в Государственном банке, членом совета торговли и мануфактур (с 1872 год), директором городского кредитного общества (с 1861 года), почетным членом совета коммерческого училища (с 1861 года), директором дома милосердия (с 1866 года), занимался благотворительностью .
За свою деятельность он был награждён орденами Св. Станислава 3-й (1863 г.) и 2-й (1875 г.) степеней и орденом Св. Владимира 4-й степени (1866 г.). Во внимание к разносторонней общественной деятельности Глазунову 30 августа 1870 года был пожалован орден Св. Владимира 3-й степени с присвоением прав потомственного дворянства, а указом 4 марта 1876 года был Высочайше утверждён избранный им герб (в золотом поле червленый гриф с серебряными глазами и языком, трущий 2 черными мацами, то есть подушками для растирания типографских красок).
С 1881 по 1885 год Глазунов был городским головой города Санкт-Петербурга.
25 декабря 1881 год он был произведен в действительные статские советники, в 1882 году награждён орденом Св. Станислава 1-й степени, а в 1883 году — орденом Св. Анны 1-й степени. Службу оставил уже в чине тайного советника.
В 1885 году он был вновь избран в гласные, но в головы не баллотировался.
Вскоре он был привлечен к суду по делу о беспорядках в кредитном обществе и принужден был прекратить свою общественную деятельность. В конце 1888 года судебная палата сняла с него и его товарищей по управлению делами кредитного общества подозрение в каких-либо недобросовестных и противозаконных действиях, но в состав гласных городской думы на новый срок (1889—1893) Глазунов уже не попал.
Умер 19 (31) декабря 1889 года и был погребён в Троицкой Сергиевой пустыни (в Голицынской михайловской церкви).
Прямой потомок - физик-ядерщик Алхазов, Георгий Дмитриевич.